# Hans Alanus
Hans Jensen Alanus (18. august 1563 i Ala, Halland – 12. februar 1631) var en dansk professor. 
Familien blev husvild som følge af syvårskrigen, hvorfor han sammen med sin mor flyttede til Sjælland. Her gik han på Herlufsholm, hvorfra han blev student i 1582. Efter 6 års universitetsstudier fik han økonomisk støtte til at studere på Martin-Luther-Universität Halle-Wittenberg i Tyskland af adelsmanden Steen Brahe. Han blev derefter hovmester for Jens Pedersen Brahe, hvilket bragte ham til Tyskland, Schweiz og Italien med længere ophold i Helmstedt, Basel, Genève og Padua. I 1595 vendte han tilbage til Danmark og blev i 1597 rektor for Herlufsholm. Her var han frem til 1602 – i samme periode var blandt andre Jesper Rasmussen Brochmand elev på skolen. 
Efter tiden på Herlufsholm blev han professor i pædagogik ved Københavns Universitet efter at have taget sin magistergrad. Han blev i 1607 professor rhetorices, og i 1608 professor i græsk og i 1610 professor i dialektik, dog kun til 1621 hvor han atter blev professor i græsk. Han havde samtidig flere akademiske tillidshverv, bl.a. som notar, bibliotekar og kirkeværge ved Vor Frue Kirke. Fra 1613 til 1623 var han rektor for universitetet. Hans litterære virksomhed bestod udelukkende af akademiske disputatser, blandt andet skrev han om modersmålets udvikling. 
Alanus var gift to gange, første gang med Elline Mortensdatter i 1602. Hun døde 1615, og Alanus giftede sig for anden gang i 1617 meed den blot 14 år gamle Gjørild Christensdatter, med hvem han fik en søn.